# 赵振宇 (1945年)
赵振宇（1945年12月—），江苏宝应人，中华人民共和国外交官，曾任中华人民共和国驻巴布亚新几内亚独立国特命全权大使、中华人民共和国驻牙买加特命全权大使兼常驻国际海底管理局代表。

## 生平
赵振宇1968年毕业于上海外国语学院英语系。1970年，进入中华人民共和国外交部工作，先后在北京外交人员服务局、驻加拿大大使馆、外交部美洲大洋洲司和驻多伦多总领事馆任职。1995年，任外交部北美大洋洲司参赞。1997年，任驻加拿大大使馆参赞。1999年12月，出任中华人民共和国驻巴布亚新几内亚大使。2003年4月，出任中华人民共和国驻牙买加大使兼常驻国际海底管理局代表。2006年11月，自驻牙买加大使离任。2007年，任中国加勒比事务特使。